# Siège de Ksar Sghir (1458)
Maroc portugais
La conquête portugaise de Ksar Sghir (portugais : Alcácer-Ceguer) au Maroc sous la dynastie des Mérinides a eu lieu entre le 23 et le 24 octobre 1458 par les forces portugaises sous le commandement du roi Alphonse V, surnommé l'Africain.

## Contexte
Le Portugal a capturé la ville nord-africaine de Ceuta à la dynastie des Mérinides en 1415.
Lorsque les Ottomans eurent capturé Constantinople en 1453, le pape Calixte III lança un appel à une croisade, qui fut transmis à Alphonse V de Portugal via l'évêque de Silves, et le roi s'est engagé à rassembler une armée à l'utiliser contre les musulmans. Cependant, en envoyant des émissaires à Naples et dans d'autres cours européennes, Alphonse a découvert que lui seul avait répondu à l'appel parmi tous les monarques européens. Après la mort de Calixte le 6 août 1458, Alphonse décida d'attaquer Tanger au Maroc à la place, mais a été persuadé par le gouverneur de Ceuta, le comte Sancho de Noronha, de détourner ses forces pour capturer Ksar Sghir à la place, ce que le roi a accepté. Ksar Sghir servait à l'époque de refuge aux pirates musulmans pour le sultan mérinide, avec lequel le Portugal était en guerre.
Les dirigeants mérinides après 1420 passèrent sous le contrôle des Wattassides, qui exercèrent une régence lorsque Abd al-Haqq II devint sultan un an après sa naissance. Les Wattasides refusèrent cependant de renoncer à la Régence après la majorité d'Abd al-Haqq.
Le dernier rassemblement d'hommes et de navires eut lieu à Lagos, en Algarve. La flotte portugaise comptait 200 ou 220 navires et 25 000 ou 26 000 soldats, sans compter les marins et le personnel de soutien. Le Prince Ferdinand, duc de Viseu, le Prince Henri 'le Navigateur' commandant l'armada d'Algarve, le duc Alphonse Ier de Bragance commandant l'armada de Porto et le marquis de Vila Viçosa ont également participé à l'expédition. Ils embarquèrent pour Alcácer-Ceguer le 12 octobre 1458.
Des vents contraires ont forcé le vaisseau amiral royal avec une partie de l'armada dans les eaux autour de Tanger, dont la conquête était alors envisagée par le souverain, mais il en a été dissuadé et l'objectif d'attaquer Alcácer-Ceguer a été maintenu, grâce à l'influence du prince Henri le Navigateur, qui avait participé à l'échec de l'attaque de la ville en 1437.

## La bataille
Les Portugais rencontrèrent une certaine résistance sur les plages d'Alcácer-Ceguer, où la garnison avait érigé des barricades tenues par des arbalétriers et 500 cavaliers, afin d'empêcher les Portugais de débarquer. Ils furent cependant vigoureusement assaillis par un escadron commandé par le prince Henri le Navigateur, et les musulmans repoussés vers la ville. Les Portugais n'ont pas pu franchir ses portes, mais plus tard dans la nuit, les Portugais ont utilisé une bombarde pour démolir une partie des murs de la ville.
Le matin du 18 octobre, les habitants de la ville se sont rendus et ont été autorisés par Alphonse V à quitter la ville avec leurs familles et leurs biens. Un certain nombre de prisonniers chrétiens ont été libérés à cette occasion.

## Conséquences

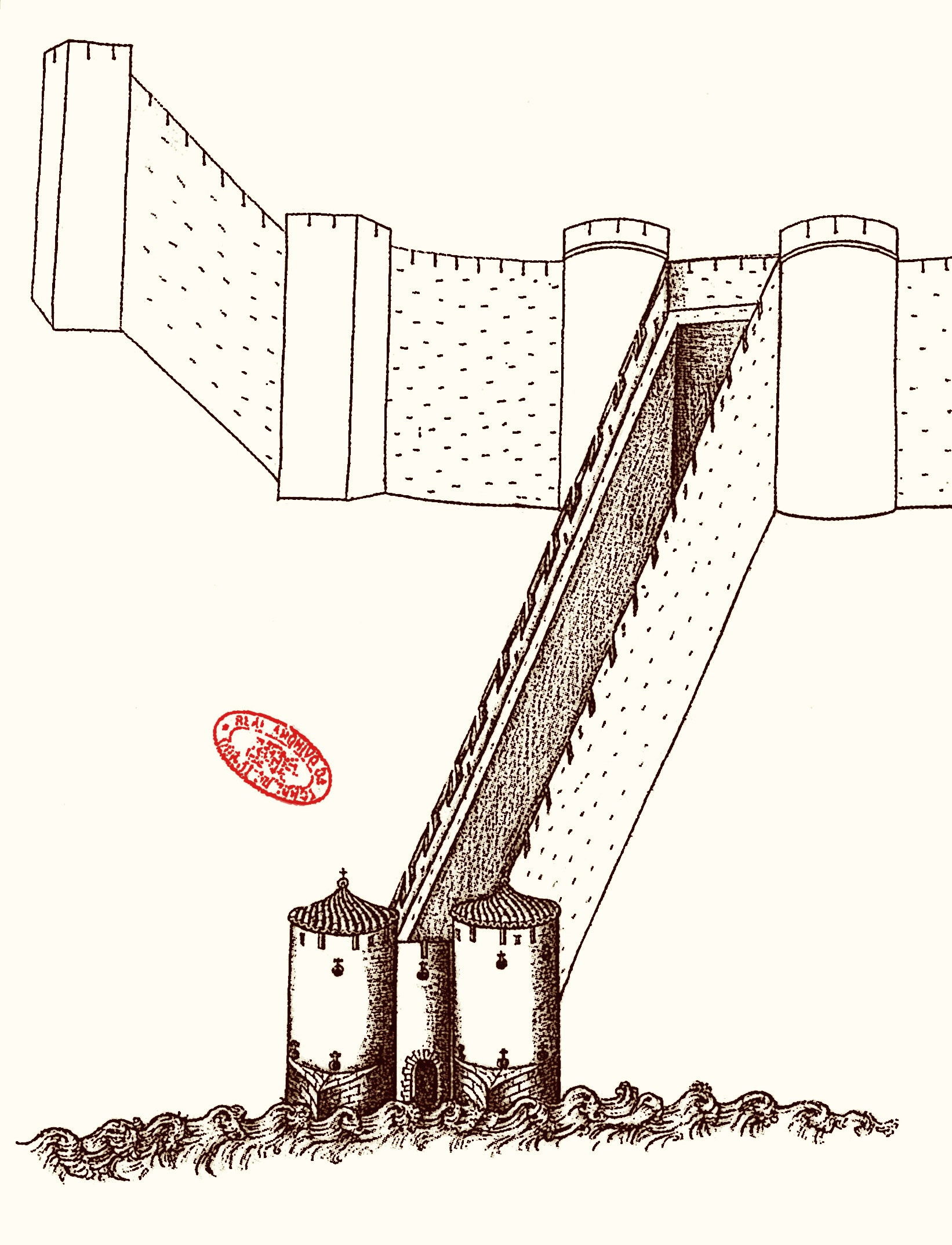
Croquis du mur de couraça conçu par Diogo Boitaca en 1502.

La conquête a été couronnée de succès grâce à la supériorité de l'artillerie portugaise et à la décision du sultan mérinide, Abd al-Haqq II (« Abdalaque » en portugais) de garder son armée à Tanger après avoir été informé de la présence de la flotte portugaise, alors qu'il préparait une attaque sur Tlemcen. En apprenant que les Portugais assiégeaient Ksar Sghir, il sortit pour le soulager, mais il n'atteignit pas la ville à temps pour empêcher sa chute et fit demi-tour pour organiser un siège plus tard.
Alphonse V se déplaça à Ceuta et organisa une ambassade pour remettre au sultan de Fès une "lettre polie" le défiant à une bataille rangée, mais ses navires ont été coulés lors de la navigation vers le port de Tanger.
Le sultan assiégea Alcácer-Ceguer du 13 novembre 1458 au 2 janvier 1459 mais ne réussit pas à reprendre la ville aux Portugais.
Les Portugais entreprennent immédiatement des travaux pour restaurer et renforcer les défenses de la ville. La mosquée a été transformée en église sous l'invocation de Santa Maria da Misericórdia, accordée à l'Ordre du Christ à l'initiative du prince Henri.
En 1459, Abd al-Haqq II décréta un massacre de la famille Wattaside, brisant leur pouvoir. Son règne, cependant, s'achève brutalement puisqu'il est assassiné lors de la révolte de 1465. Cet événement a vu la fin de la dynastie des Mérinides lorsque Mohammed ibn Ali Amrani-Joutey, chef des Sharifs, a été proclamé Sultan à Fès. Il fut à son tour renversé en 1471 par Abu Abd Allah al-Sheikh Muhammad ibn Yahya, l'un des deux Wattassides survivants du massacre de 1459, qui furent à l'origine de la dynastie Wattassides.
La ville restera aux mains des Portugais pendant une grande partie du siècle suivant, connu sous le nom de « Alcácer-Ceguer ». En 1502, les Portugais ont commencé à construire un nouvel ensemble de fortifications qui prolongeaient les murs de la ville jusque dans la mer, assurant ainsi une zone de débarquement sûre pour les renforts portugais et les forces expéditionnaires. La population résidente de la ville sous les Portugais a atteint environ 800 personnes.

## Voir aussi

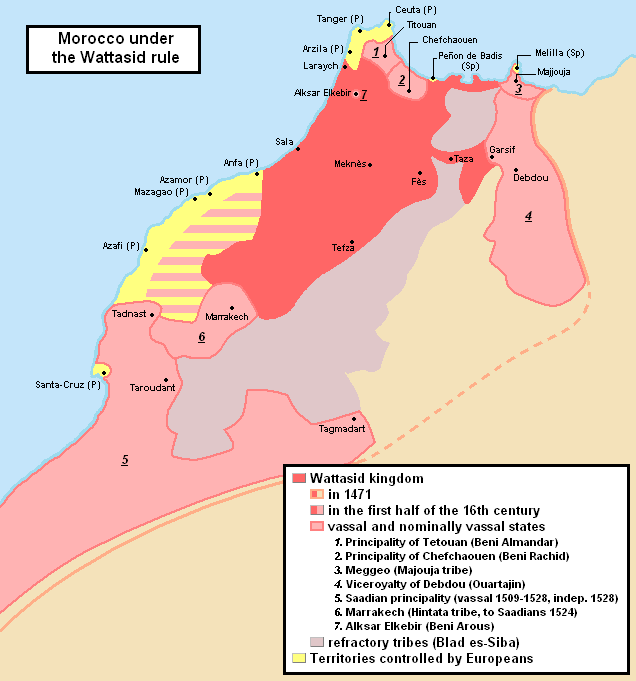
Le Maroc à la fin des.

## Sources

#### Francophone
- Henri Schoefe, Histoire de Portugal depuis sa séparation de la Castille jusqu'à nos jours, Paris, Impr. de Béthune et Plon, 1844, 680 p. (lire en ligne)